# Libertas (politieke partij)
Libertas was een Europese politieke partij.

## Geschiedenis

### Oprichting
Libertas komt voort uit een in 2004 in Ierland opgerichte denktank over de toekomst van de Europese Unie. In 2008 speelde Libertas een belangrijke rol bij het 'Nee' van de Ierse bevolking in het referendum over het Verdrag van Lissabon. De beweging voerde een campagne die bijdroeg aan de uiteindelijke afwijzing van het verdrag.
Op 11 december 2008 maakte de Ierse zakenman Declan Ganley, voorzitter van de groep, bekend dat Libertas deelneemt aan de Europese Parlementsverkiezingen 2009. Alleen in Frankrijk werd een zetel behaald die ingevuld werd door Phillippe de Villiers.
De partij nam niet meer deel aan de verkiezingen in 2014.

### Libertas als Europese partij
De Libertas beweging diende in alle EU-lidstaten kieslijsten in voor de Europese Parlementsverkiezingen van 2009. Libertas werd in februari 2009 door het bureau van het Europees Parlement als Europese politieke partij erkend.
Op 1 mei 2009 vond in Rome de eerste partijconventie van Libertas plaats. Eline van den Broek, de Nederlandse lijsttrekker, was de dagvoorzitter tijdens de conventie en hield de afsluitende speech.

## Libertas Nederland

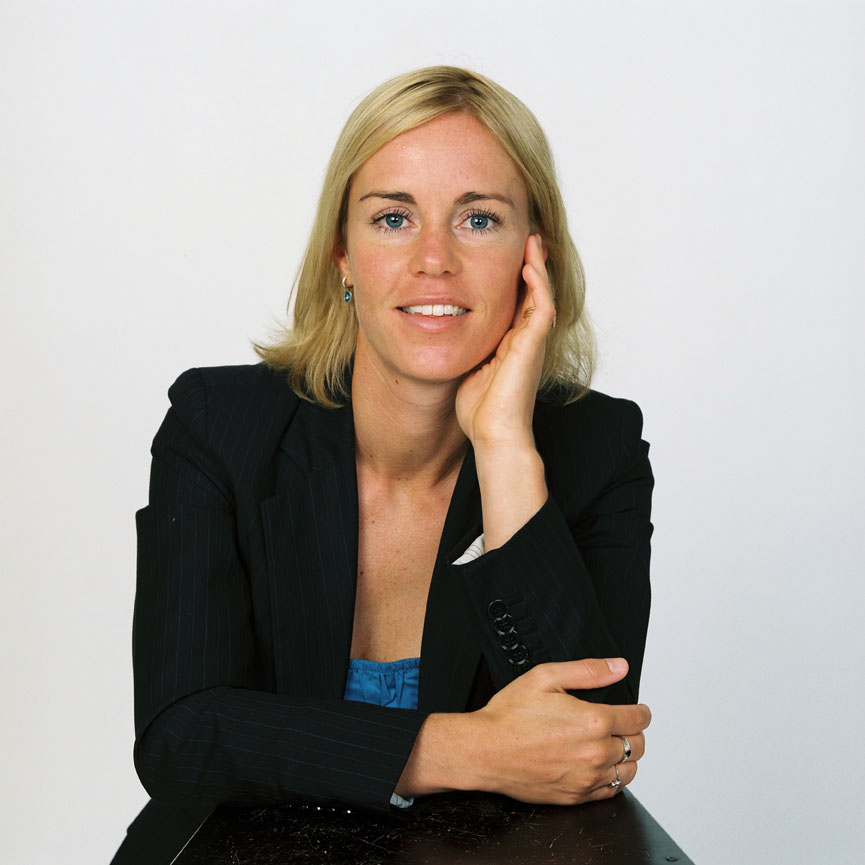
Lijsttrekker Eline van den Broek

De Nederlandse tak van Libertas werd op 15 april 2009 in Nieuwspoort in Den Haag opgericht.
De partij nam deel aan de Europese Parlementsverkiezingen 2009 op 4 juni 2009. Lijsttrekker was de politicologe en journaliste Eline van den Broek. De partij kreeg steun van Nederland Transparant. Libertas Nederland bleef met zo'n 15.000 stemmen echter verwijderd van een zetel in het Europees parlement. In Nederland schrapte de Kiesraad de naam in september 2014 uit het register.

## Doel van Libertas
Libertas is volgens Declan Ganley een pro-Europese partij die transparantie, democratie en verantwoording wil bevorderen en het subsidiariteitsbeginsel wil aanhouden in een vernieuwde EU die dichter bij de mensen staat.
Belangrijke speerpunten zijn:
- Het Verdrag van Lissabon (opvolger van de Europese Grondwet) moet van tafel. Een democratischer en leesbaarder verdrag moet ervoor in de plaats komen dat niet langer is dan 25 pagina's. Het nieuwe verdrag zal in elke lidstaat aan de bevolking via referenda worden voorgelegd.
- Geen enkele Europese wet mag worden aangenomen zonder instemming van het Europees Parlement.
- Alle wetgeving moet voortaan in het openbaar worden gemaakt, tenzij er een aanvaardbare reden is om dit anders te doen. Het wetgevingsproces moet transparant zijn en er moet verantwoording over worden afgelegd.
- Leden van de Europese Commissie moeten voortaan door de burgers gekozen worden.

Een van Libertas' concrete voorstellen gaat over het snijden in bureaucratie en regelgeving. Libertas wil dat voor elke nieuwe Europese regel er twee andere geschrapt worden. Ook moeten lobbyisten in Brussel zich laten registreren en aangeven voor wie ze werken. In haar Nederlandse campagne wil Libertas bovendien strijden tegen allerlei grensoverschrijdende ambities van de EU, bijvoorbeeld op het gebied van harmonisering van het strafrecht.